# 超人 (漫画书)
《超人》是一部正在连载中的美国漫画书系列，主角是DC漫画的同名超级英雄。 
1938年6月，《超人》首次作为多个故事之一出现在国家期刊出版公司的《动作漫画》第1期中。该故事深受欢迎，促使国家期刊为超人推出了专属的《超人》漫画，这也是首个为超级英雄单独创作的漫画书系列，并在1939年夏季首次出版。
在1986年至2006年间，该系列曾更名为《超人历险记》，而《超人》这一标题则用于新的系列。2006年5月，该系列恢复了原始标题和编号。该系列在2011年第714期时被取消，并于次月以第1期重新发行，至2016年结束。第四系列在2016年6月发布，2018年4月结束，第五系列于2018年7月发布，并于2021年6月结束。2021年7月，系列被《超人：卡尔-艾尔之子》取代，讲述超人之子乔恩·肯特的冒险故事。第六部《超人》系列于2023年2月发布。
著名《动作漫画》（Action Comics）系列的一本首版《超人》（Superman）漫画集在2011年一次网络拍卖上创下同类拍卖品价格的世界纪录——216万美元。这本首版《超人》起价仅为1美元，结果最终却以超过200万美元的价格成交。有人揣测最终买主很可能是好莱坞明星尼古拉斯·凯奇（Nicholas Cage）。这也是漫画拍卖史上第一本价格打破200万美元大关的书籍；此本“超人”漫画集1938年首版时的售价只有10美分。

## 外部參考
- Superman sales figures （页面存档备份，存于） for 1960–1987 at The Comics Chronicles.
- Wallace, Daniel. . Dolan, Hannah  (编). . London, United Kingdom: Dorling Kindersley. 2010: 25. ISBN 978-0-7566-6742-9. Superman's runaway popularity as part of Action Comics earned him his own comic. This was a real breakthrough for the time, as characters introduced in comic books had never before been so successful as to warrant their own titles.

1. ↑  . BBC 英伦网. 2011-12-01  [2024-10-26] （中文（简体））.